# Punta de San García
La Punta de San García es un cabo localizado en el sur de la península ibérica, frente al mar Mediterráneo, en la localidad de Algeciras. En su término se encuentra el parque del Centenario y los restos del antiguo fuerte de San García. Se encuentra incluida dentro del parque natural del Estrecho.
La punta da nombre a la barriada que se encuentra a su alrededor, la barriada de San García. Los terrenos fueron hasta 2006 propiedad de la Autoridad Portuaria de la Bahía de Algeciras como zona de expansión portuaria. Sin embargo los convenios de colaboración puerto-ciudad firmados con motivo del centenario de la creación de la Junta de obras del puerto, en 2006, conllevaron la cesión al municipio de este espacio y su incorporación dentro de los terrenos libres como parque.

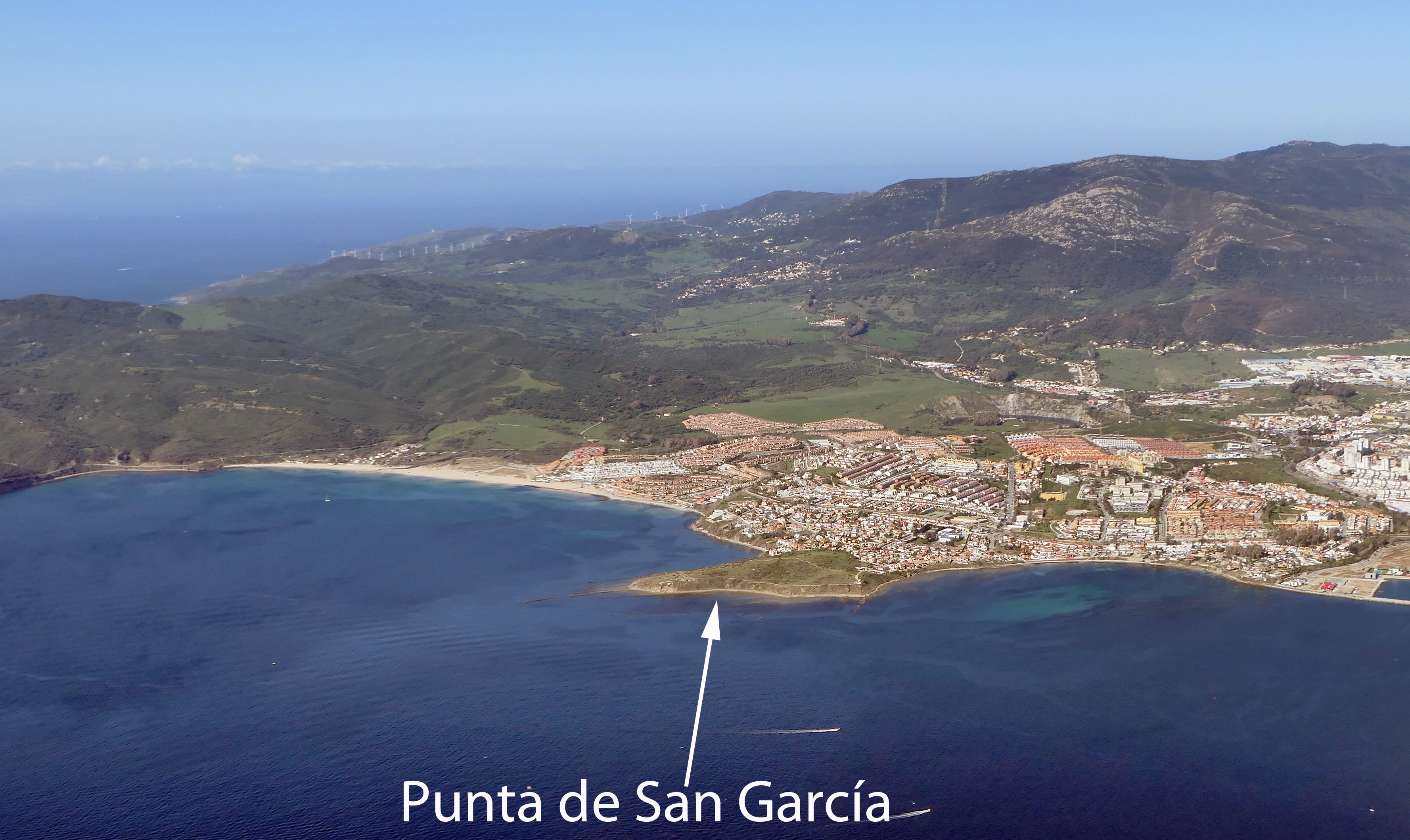

En los alrededores se encuentran varias urbanizaciones de chalés y dos playas, la de San García (Getares) y la de El chinarral.
Las comunidades vegetales presentes en la punta han sido poco degradadas por la acción humana aún encontrándose rodeada de terreno urbano. Las especies vegetales de la zona se corresponden con el mismo modelo de vegetación de toda la zona norte del Estrecho de Gibraltar, especies de escaso porte debido a la fuerte influencia del viento y adaptadas a la salinidad, palmitos, lentiscos y otras especies similares ocupan la práctica totalidad del espacio, se conservan varios acebuches, presumiblemente de origen natural a los que se han añadido otros en la repoblación previa a la inauguración del parque del Centenario.